# Divisão de Censura de Diversões Públicas

Requerimento da escola de samba Caprichosos De Pilares ao DCDP pela aprovação do enredo “A visita da nobreza do riso a Chico-Rei” (1984), deferida e carimbada por ex-censor da própria.

A Divisão De Censura De Diversões Públicas (DCDP) foi o órgão oficial de censura e fiscalização do Departamento De Polícia Federal Do Brasil durante a ditadura militar brasileira, responsável por autorizar ou censurar e fiscalizar as execuções públicas, reproduções e publicações de conteúdos bibliográficos, culturais e midiáticos (incluindo apresentações, álbuns musicais, peças teatrais, livros, filmes, séries, novelas, entre outros) em território nacional por brasileiros ou por estrangeiros (independentemente da Constituição e das Leis às quais estes últimos estivessem submetidos).
Sua origem, no entanto, remonta do Decreto Federal Nº 24651, de 10 de Julho de 1934, pelo qual o então presidente da república Getúlio Vargas instituiu o Departamento De Propaganda & Difusão Cultural (1934 - 1939) e posteriormente originou a continuidade e intensificação da censura e fiscalização de qualquer espécie de produção bibliográfica, cultural ou midiática produzida ou reproduzida no Brasil durante o Estado Novo - através do Departamento De Imprensa & Propaganda (1939 - 1945) e do Departamento Nacional De Informações (1945) - e durante a vigência da constituição brasileira de 1946 - através do Serviço De Censura De Diversões Públicas (1945 - 1972). Durante a sua existência, o contexto sociopolítico da época não permitia qualquer reclamação perante o Poder Judiciário contra as decisões censórias da Polícia Federal à execução, reprodução ou publicação destes conteúdos e sua desobediência era penalizada pela legislação brasileira durante o período de 10 de Julho de 1934 a 5 de Outubro de 1988. Especificamente durante a ditadura militar brasileira, o Conselho Superior De Censura (1968 - 1972) antecedeu a Divisão De Censura De Diversões Públicas no intuito de rever, em grau de recurso, as decisões censórias proferidas pelo Diretor-Geral do Departamento De Polícia Federal Do Brasil. A DCDP como conhecemos foi instituída pelo Decreto Federal Nº 70665, de 2 de Junho de 1972, porém sua vigência foi indiretamente (porém terminantemente) derrubada pelo Inc. IX do Art. 5º da Constituição Federal De 1988. O acervo da DCDP, desde então, está sob a guarda do Arquivo Nacional.